# RAM-CMOS

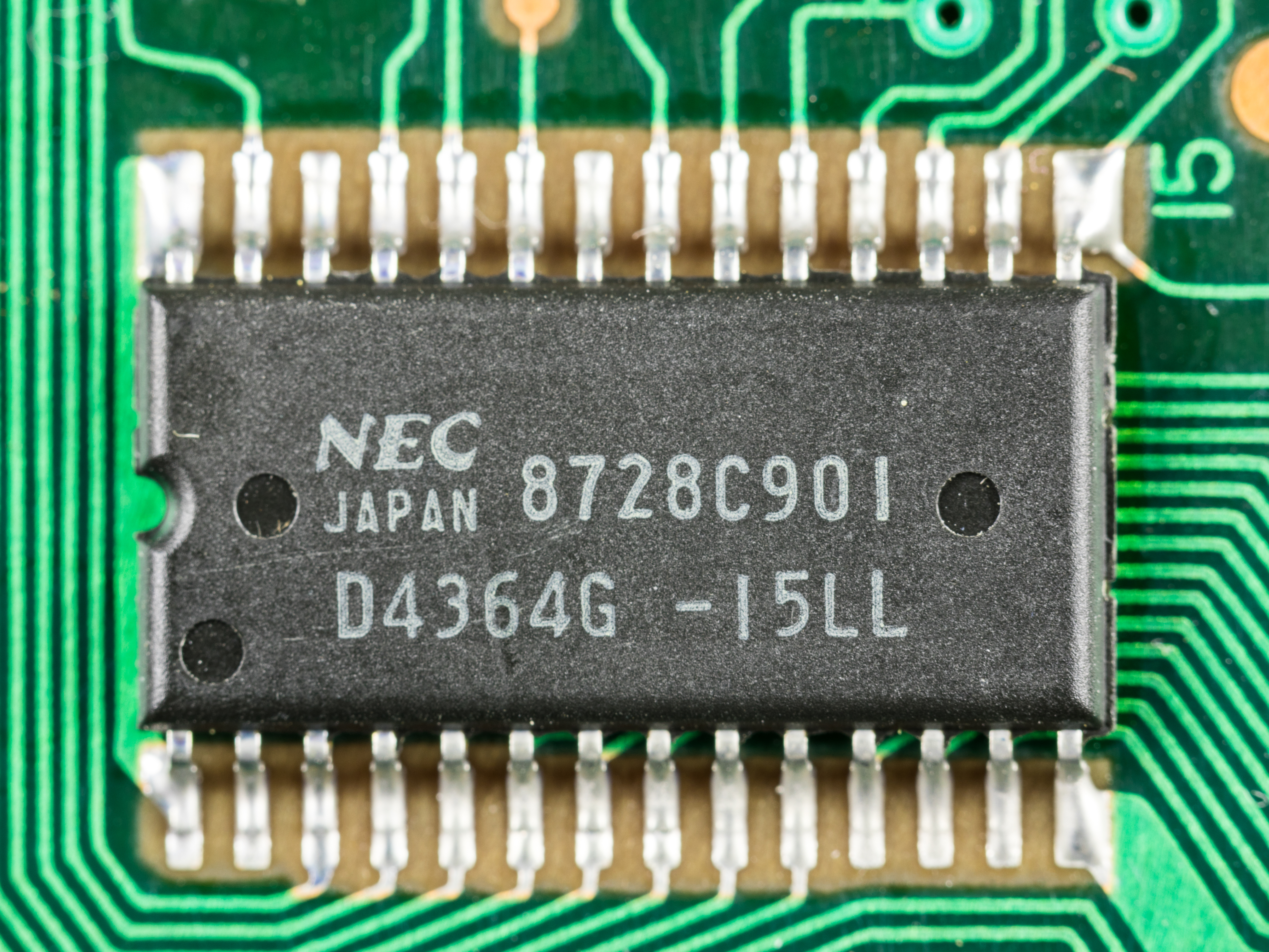
NEC µPD4364 - 8192 x 8 Bit Static CMOS RAM

CMOS (Complementary Metal-Oxide-Semiconductor)  là một công nghệ sản xuất vi mạch tích hợp chủ yếu hiện nay bằng sự kết hợp giữa chất bán dẫn và oxide-kim loại thiết kế các hàm logic bù (Complementary). Vi mạch tích hợp CMOS bao gồm vi xử lý, vi điều khiển, RAM tĩnh và các mạch logic số khác. Đặc tính cơ bản của công nghệ này là chúng chỉ tiêu thụ năng lượng một cách đáng kể khi các transistor của vi mạch chuyển giữa các trạng thái đóng (ON) và mở (OFF). Kết quả là các thiết bị CMOS ít tiêu thụ năng lượng và tạo ra ít nhiệt hơn so với các loại mạch logic khác. CMOS cũng cho phép tích hợp các hàm logic với mật độ cao trên chip. RAM CMOS là một chip rất nhỏ nằm tích hợp trong Chipset cầu nam, RAM CMOS được nuôi bằng nguồn Pin 3V vì vậy dữ liệu trong RAM CMOS không bị mất khi tắt máy.

## Vai trò
- Là đồng hồ thời gian thực gắn trên mainboard.
- Lưu trữ cấu hình cơ sở của hệ thống bao gồm các thông số về chủng loại ổ cứng và ổ mềm, dung lượng bộ nhớ đã lắp đặt, và các thông số thiết lập về trạng thái đợi. Khi bật máy tính, quá trình POST bắt đầu, CPU sẽ đọc và làm theo các hướng dẫn trong RAM CMOS, nếu RAM CMOS bị mất dữ liệu (hết Pin) thì CPU sẽ đọc bản CMOS mặc định được ghi trên ROM BIOS.